# فولسوم (کالیفرنیا)
فولسوم (به انگلیسی: Folsom) شهری در شهرستان ساکرامنتو، کالیفرنیا ایالت کالیفرنیا است که در سرشماری سال ۲۰۲۰ میلادی، ۸۰۷۷۴ نفر جمعیت داشته است.
زندان ایالتی فولسوم از مکان های حساس حومه این شهر است. فولسوم شهری با وسعت و جمعیت کم است و از لحاظ کیفیت زندگی و رضایت ساکنان مقام والایی دارد.
شرکت مشهور خدمات حرفه ای HDR در این شهر دارد.